# Stadnina koni w Braniewie
Stadnina koni w Braniewie – zabytkowy kompleks budynków w Braniewie, w których w latach 1890–1945 oraz ok. 1951–1997 funkcjonowało stado ogierów reproduktorów. Stajnie i pozostałe obiekty kompleksu zostały wzniesione w latach 1889–1891. 14 czerwca 2007 roku kompleks zabudowy stadniny koni (stada ogierów) został wpisany do rejestru zabytków pod pozycją A-4467.

## Historia stadniny koni w Braniewie

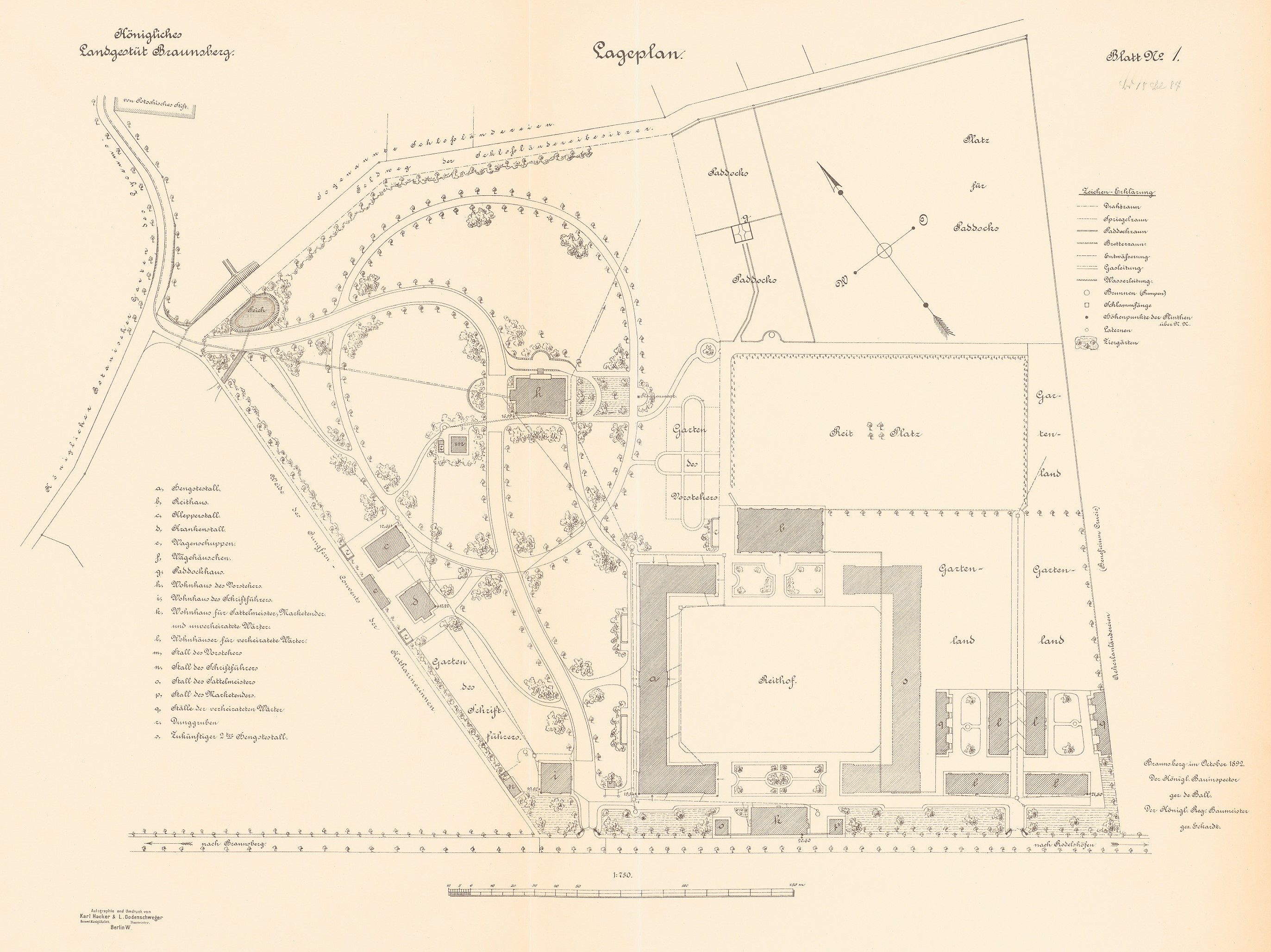
Plan kompleksu w skali 1:750, 1892

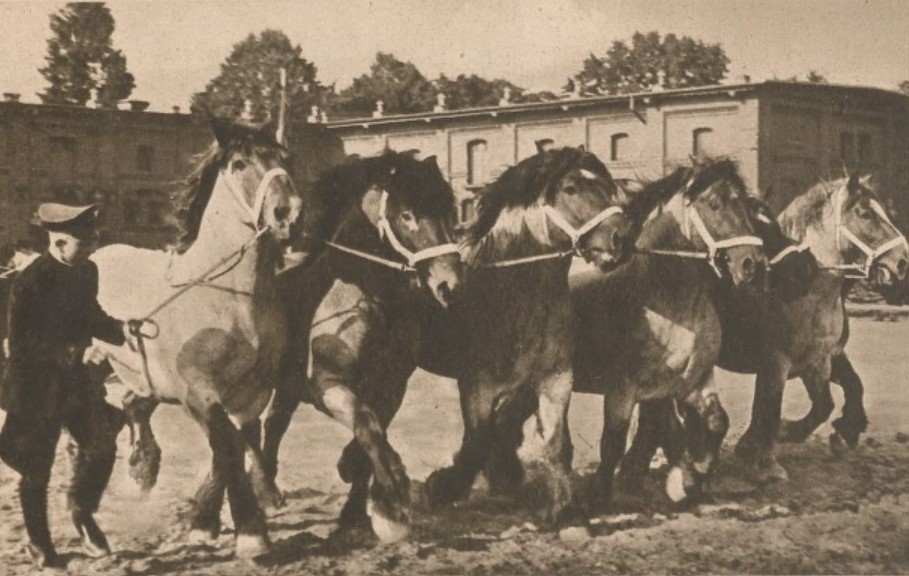
Pokaz ogierów, ok. 1936 rok

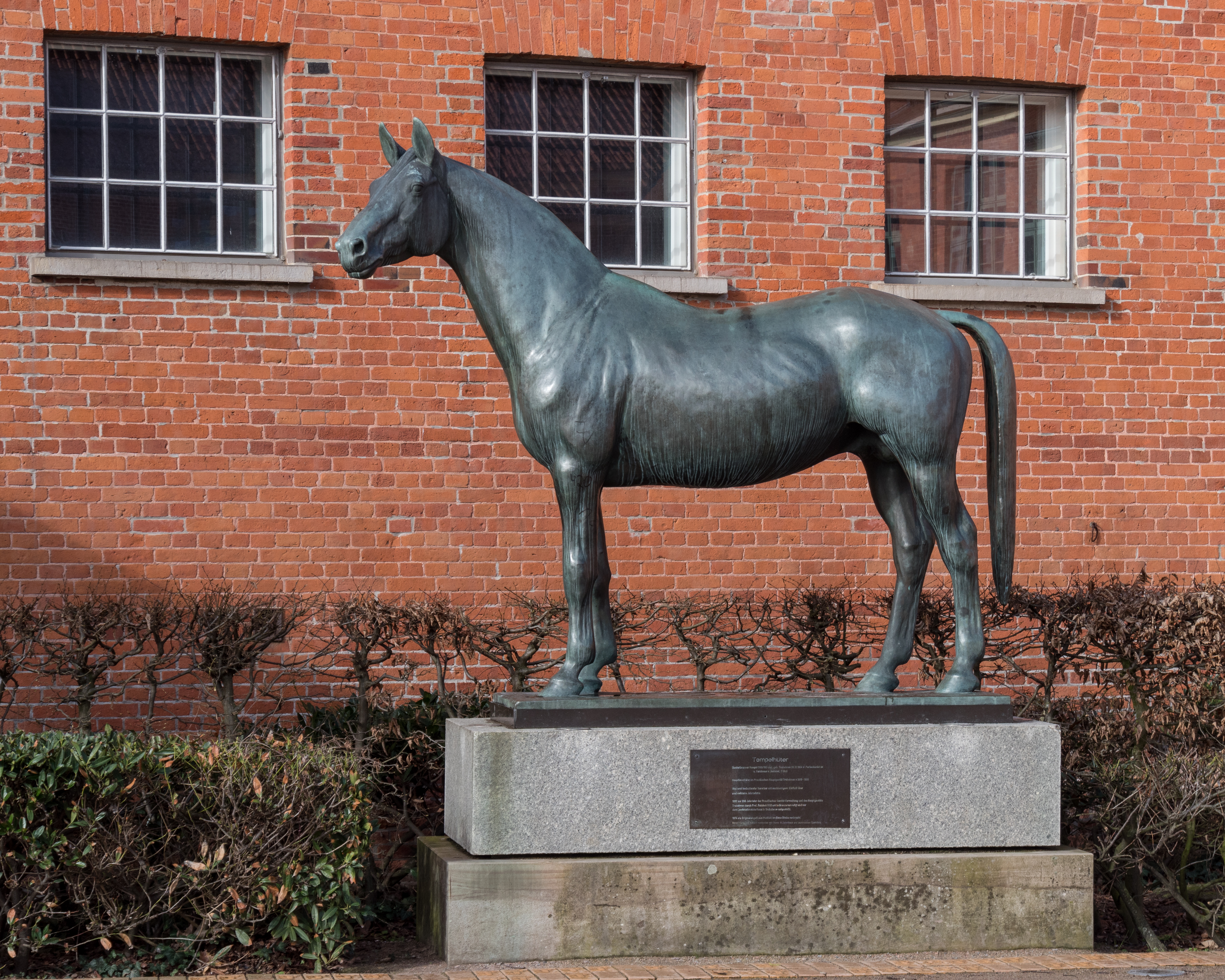
Pomnik słynnego ogiera Tempelhüter w Verden (Aller), który w latach 1909–1915 był czołowym reproduktorem w braniewskim stadzie ogierów

Kompleks obiektów Königliches Landesgestüt został wybudowany w latach 1889–1891 na peryferiach miasta przy ulicy Rodelshöfer Straße (Rudłowska, dziś ul. Moniuszki). Wraz ze stajniami założono zespół parkowy, a także wybudowano osiedle budynków mieszkalnych dla pracowników stadniny. Sam ośrodek hodowlany (Landgestüt) rozpoczął działalność w 1890 roku. Hodowano tu głównie konie rasy trakeńskiej i sztumskiej. Łącznie do 1945 roku kierowało stadem trzynastu zarządców, którzy odnosili duże sukcesy w hodowli ogierów. Z braniewskiego ośrodka znane są między innymi takie ogiery jak: Tempelhüter, Cancara czy Pythagoras. 27 stycznia 1945 ostatni zarządca stada Hermann-Wilhelm von Warburg wyprowadził część koni ze stajni przed naciągającym frontem Armii Czerwonej i w ciężkich zimowych warunkach przeprowadził je przez zamarznięty Zalew Wiślany do Meklenburgii, a następnie do Dolnej Saksonii. Sam podążając konno, do celu doprowadził 8 ogierów, które dołączyły do stada koni sprowadzonych ze stadniny koni w Trakenach. 3 lutego 1945 opiekujący się w Braniewie pozostałymi końmi weterynarz sztabowy dr Ernst Arnold wyselekcjonował z pozostałego stada 103 najlepsze ogiery trakeńskie oraz 11 koni pociągowych i przeprowadził je również przez zamarznięty Zalew do Redefin w Meklemburgii.
Po II wojnie światowej urządzono w kompleksie budynków obóz przejściowy dla Niemców do wysiedlenia z Polski, których przesiedlano tu od lata 1945 przez polską milicję z innych kwartałów Braniewa. Po wysiedleniu ich transportami kolejowymi do Niemiec w listopadzie 1946 oraz 1 stycznia 1947 kompleks stadniny w połowie stycznia 1947 został przejęty przez Państwowe Zakłady Chowu Koni w celu odtworzenia stadniny, ale już państwowej. Pierwszym dyrektorem Państwowej Stadniny Koni w Braniewie został inżynier rolnik mjr Tadeusz Brochocki (zm. 1948).
W latach 1950/51 stadninę przekształcono w Stado Ogierów w Braniewie. Dyrektorem Państwowego Stada Ogierów został Walenty Niedbalski. 7 października 1951 w PSO w Braniewie zorganizowano pierwsze na terenie województwa towarzyskie zawody międzyzakładowe, przy okazji obchodzonego miesiąca przyjaźni polsko-radzieckiej. Towarzyszył mu pokaz powożenia. Zawody, mimo słabego jeszcze wyszkolenia uczestników, cieszyły się dużym zainteresowaniem publiczności. Na zaadaptowanym na hipodrom pobliskim boisku piłkarskim, rywalizowali pracownicy miejscowej stacji ogierów oraz reprezentanci stad i stadnin z Kętrzyna, Lisek, Plękit i Kadyn.
W roku 1958 stado posiadało 139 ogierów, w tym 103 reprodukcyjne, z których 56 było w typie mazurskim. Stado Ogierów specjalizowało się w hodowli koni zimnokrwistych. Przy stadzie działał też klub jeździecki.
W 1997 Stado Ogierów w Braniewie zostało zlikwidowane przez Agencję Własności Rolniczej Skarbu Państwa w Warszawie. Ostatnim jego dyrektorem był Wojciech Ganowicz. Ponad 100 ogierów trafiło do stad w Kętrzynie i Strogardzie Gdańskim.
Współcześnie właścicielem kompleksu (oprócz osiedla mieszkalnego) jest miasto Braniewo.

## Architektura budynków
Kompleks obiektów stadniny nie ma wyraźnych cech stylowych, jednak zespół zabudowy wyróżnia się ciekawą kompozycją przestrzenną, architektoniczną i krajobrazową. Budynki zostały wzniesione w typowym dla pruskiej architektury końca XIX wieku stylu funkcjonalizmu, posługującego się ceglanym detalem i płaszczyzną ścian z ciemnoczerwonej cegły licowej. Obiekty stadniny przetrwały obie wojny bez większych uszkodzeń. Do czasów obecnych zachowało się także niemalże kompletne wyposażenie i wystrój stajni, krytej ujeżdżalni, a częściowo także budynku dyrektora, w którym do 2021 roku miało swoją siedzibę biuro Miejskiego Ośrodka Sportu (MOS).
14 czerwca 2007 roku wojewódzki konserwator zabytków w rejestrze zabytków pod numerem A-4467 umieścił następujące obiekty kompleksu stadniny koni:
- willa dyrektora (mieściła m.in. biura Miejskiego Ośrodka Sportu „Zatoka”)
- stajnia główna
- stajnia II
- ujeżdżalnia
- stajnia kwarantanny z lecznicą (obecnie warsztat i magazyn)
- kuźnia (obecnie warsztat)
- wozownia
- hydrofornia
- budynek wagi
- park z placami treningowymi koni
- ogrodzenie z 2 bramami[3]

## Rewitalizacja kompleksu
19 marca 2021 ogłoszony został przetarg na inwestycję „Nowe życie Stadniny Koni w Braniewie – różnorodne biologicznie strefy rekreacyjno-wypoczynkowe”. Zakres prac objął między innymi: przebudowę nawierzchni dróg i ścieżek, budowę parkingu, ogrodzenia przęsłowego ze sztachet stalowych z bramami i furtkami, renowację zabytkowych bram, murki oporowe i barierki tarasu widokowego.
W częściach rekreacyjnych zaplanowano m.in. ścieżkę zdrowia z urządzeniami siłowni zewnętrznej, wiatę rekreacyjną, elementy małej architektury (ławki, kosze, infokiosk, stojaki na rowery, tablice dydaktyczne, stylizowaną wazę kamienną na postumencie, miejsce na ognisko, słupki pod kody QR).
Zmiany objęły ponadto wycinkę części drzew i krzewów, nasadzenie nowych roślin (drzew, krzewów, roślin okrywowych, runa, cebulkowych, bylin), ściółkowanie obsadzeń i wykonanie trawników.
Teren stadniny został oświetlony, zamontowany został monitoring.

## Galeria zdjęć

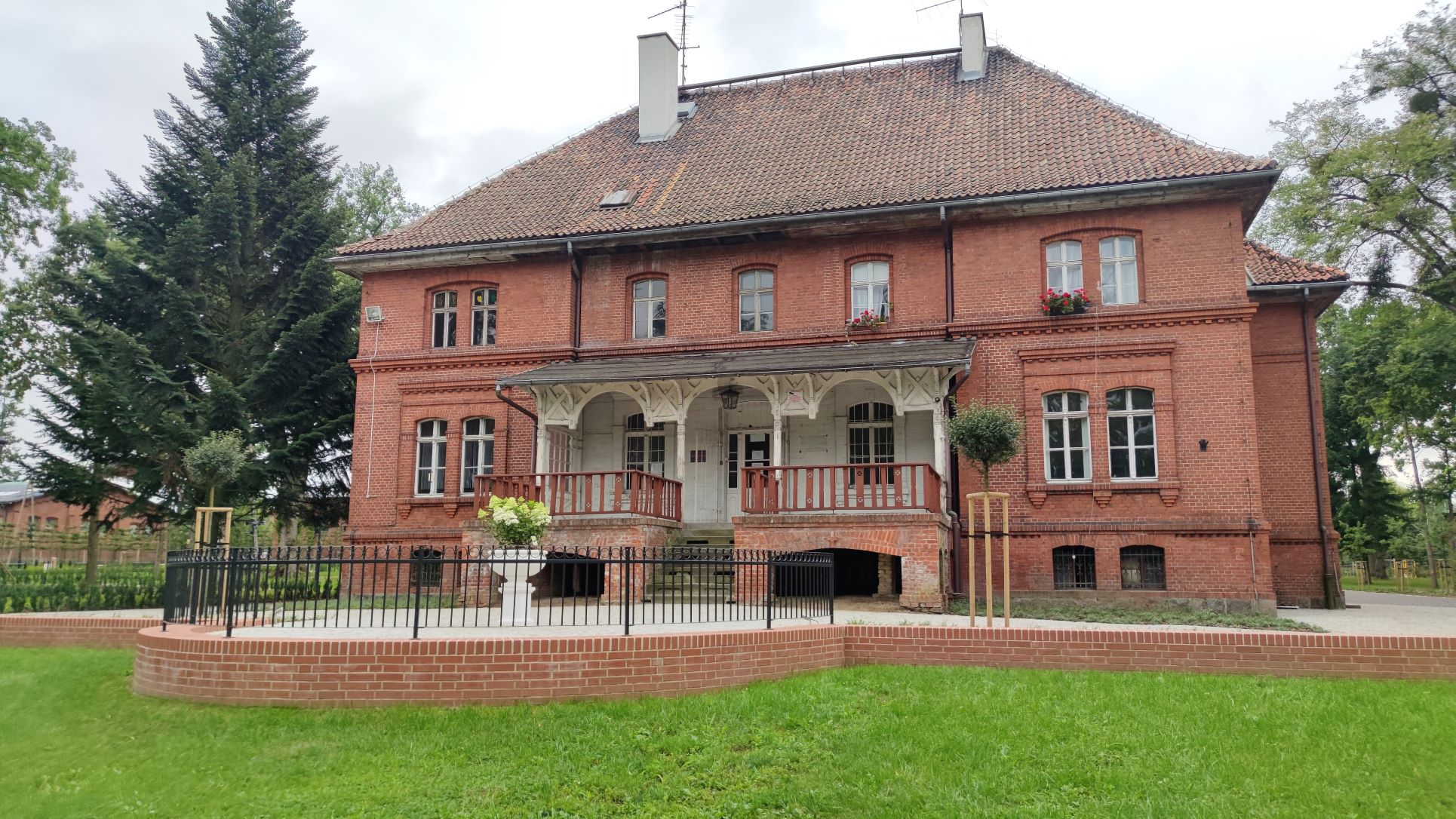
Willa dyrektora
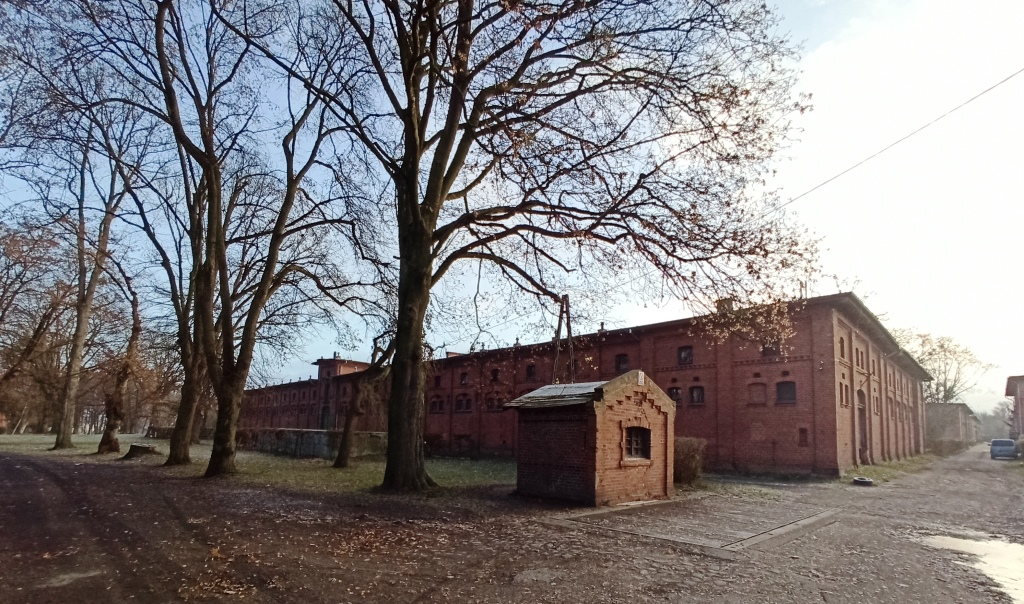
Stajnia główna i budynek wagi
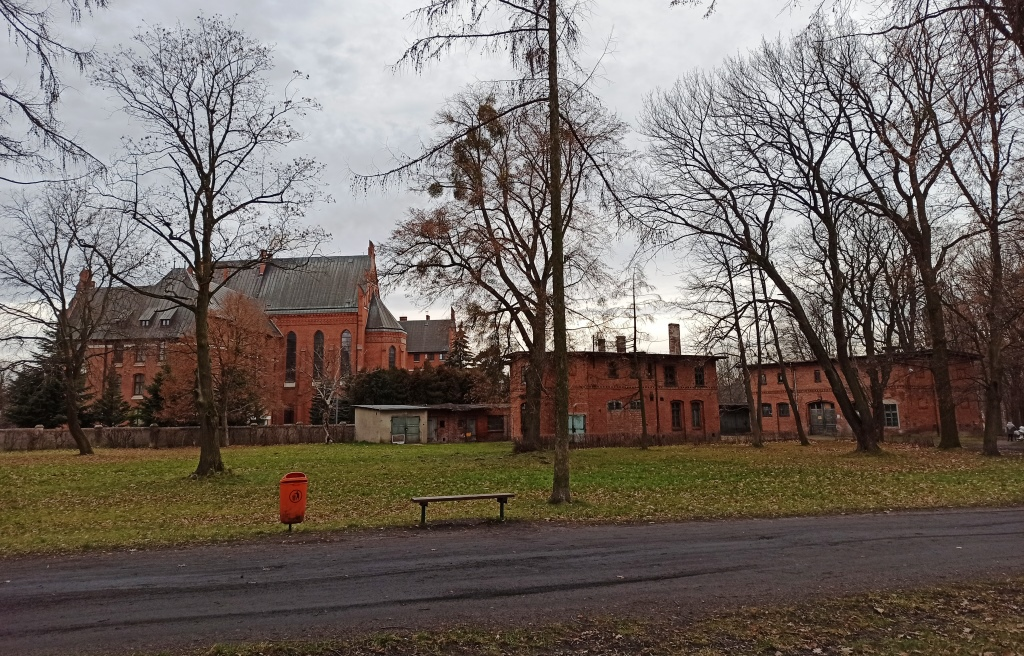
Wozownia, w tle klasztor
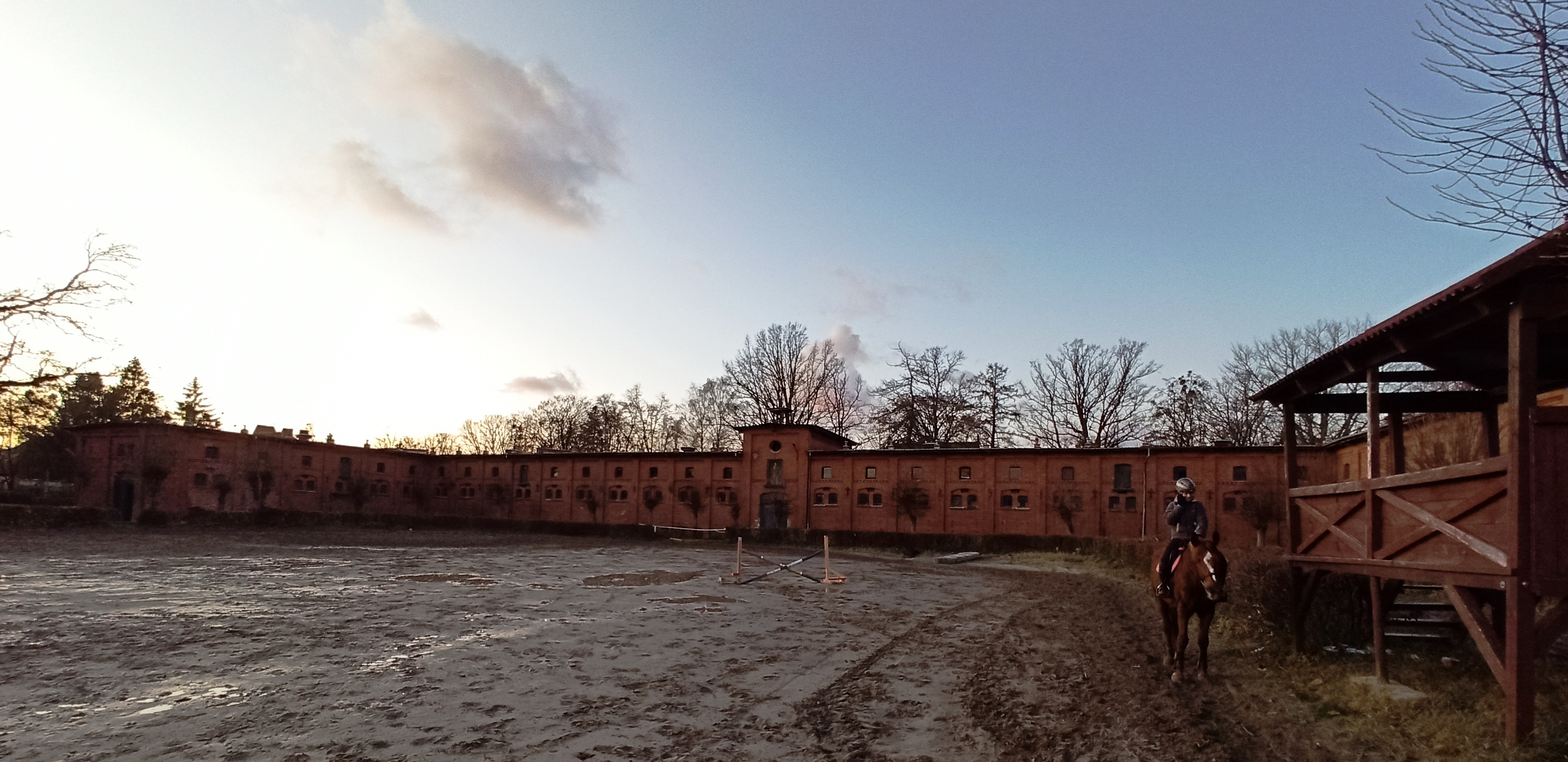
Ujeżdżalnia
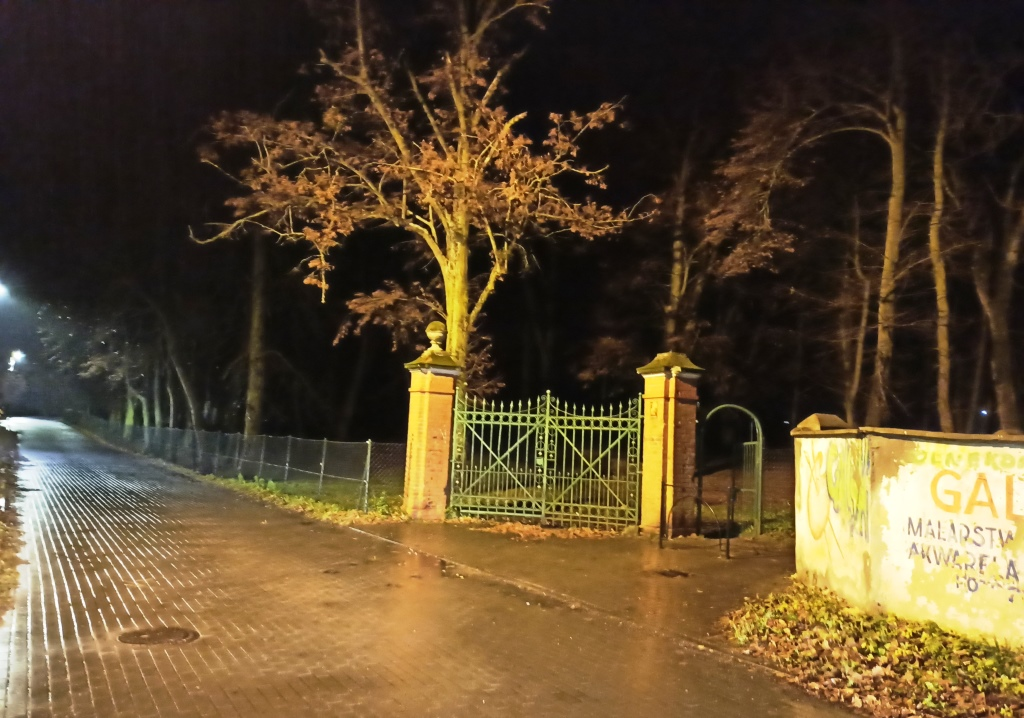
Brama, widok nocą
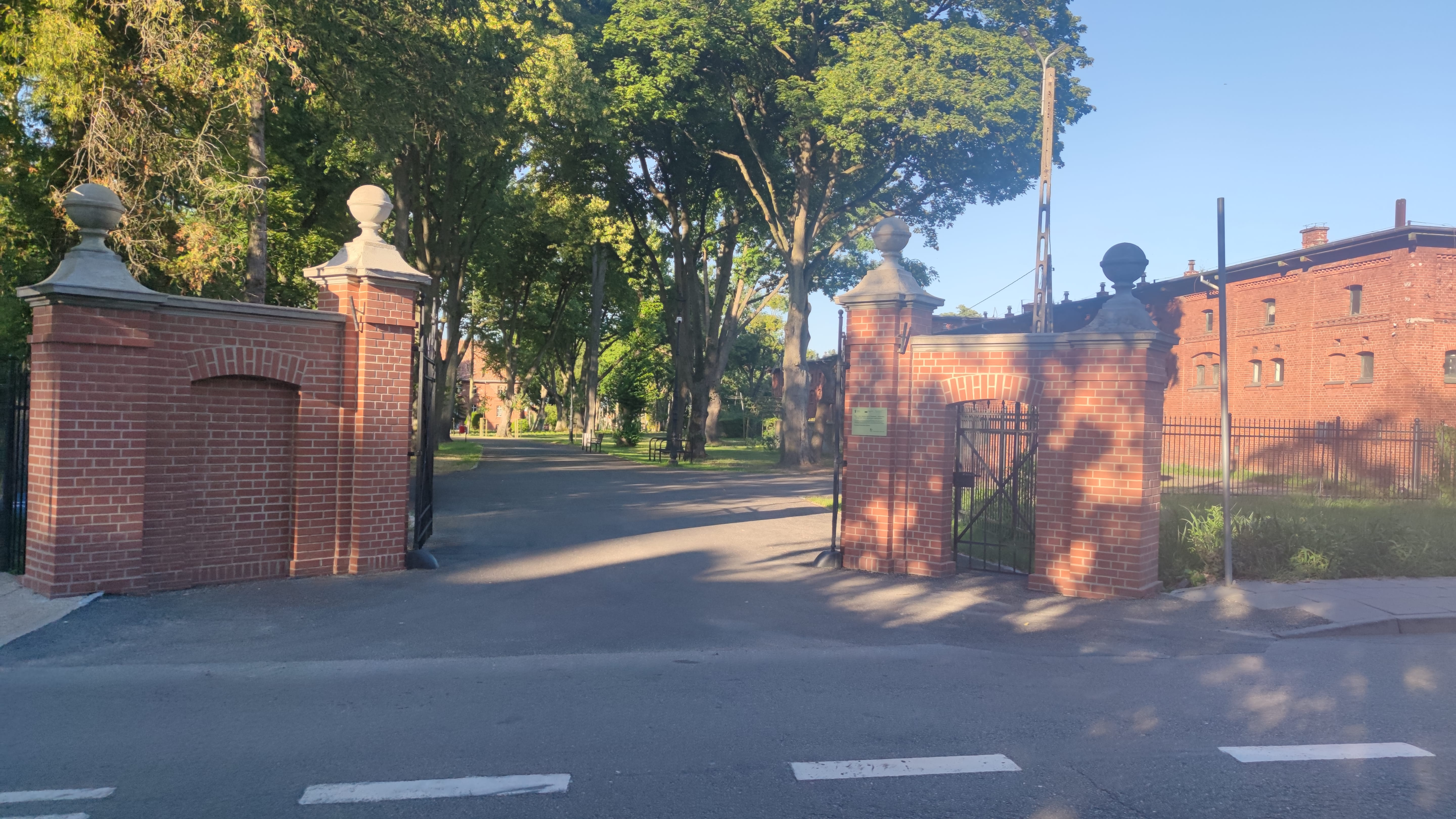
Brama od strony ul. Moniuszki
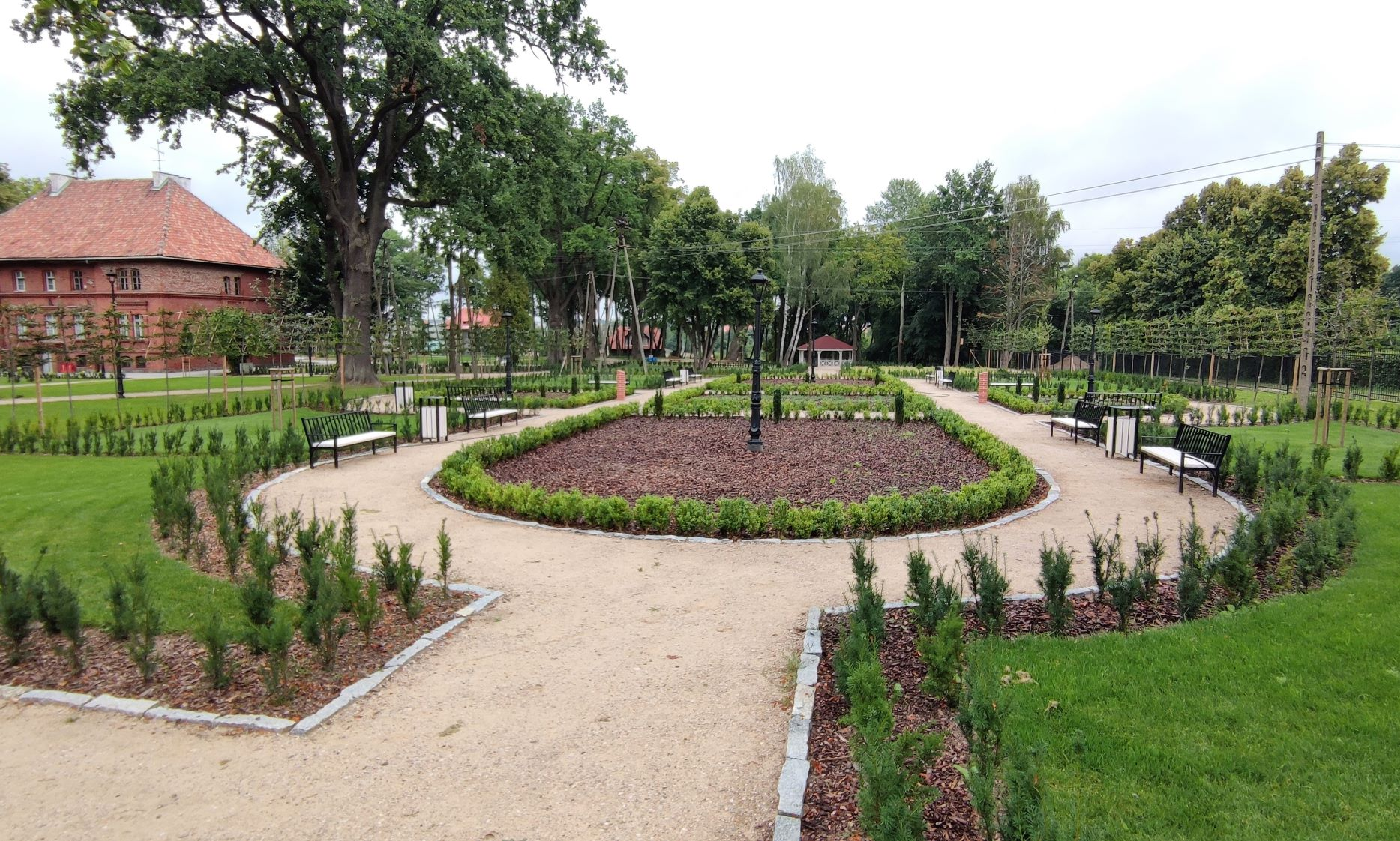
Obiekt po rewitalizacji (2022)